# Spodnja Idrija
Spodnja Idrija este o localitate din comuna Idrija, Slovenia, cu o populație de 1.860 de locuitori.